# Babs Gonzales
Babs Gonzales född Lee Brown 27 oktober 1919 i Newark, New Jersey USA död 23 januari 1980 i Newark, New Jersey, var en amerikansk manlig sångtextförfattare och sångare. Babs Gonzales skrev låten "Oop-Pop-A-Da" och spelade den in tillsammans med sit band Three Bips and a Bop. Låten blev senare känd via Dizzy Gillespie.
Han besökte Sverige 1951 då han ingick i Manhattan Singers och turnerade i Folkparkerna, samt 1953 som vokalist.

## Diskografi (urval)
Album (solo)
- 1958 – Voila The Preacher
- 1959 – Tales Of Manhattan: The Cool Philosophy Of Babs Gonzales
- 1963 – Live At Small's Paradise
- 1968 – The Expubident World of Babs "Speedy" Gonzales

EP (solo)
- 1960 – "Drôle De Rêve" - The Preacher

Singlar (solo)
- 1949 – "St. Louis Blues" / "Prelude To A Nightmare" ("Babs Gonzalez and His Orchestra")
- 1952 – "Sugar Ray" / "Cool Whalin' " ("Babs Gonzales and His International Jazz Men")
- 1954 – "The Be-Bop Santa Claus" / "Manhattan Fable"
- 1954 – "Voila" / "No Fools-No Fun"
- 1955 – "The Be-Bop Santa Claus" / "Watch Them Resolutions"
- 1955 – "House Rent Party" / "She's Just Right For Me"
- 1957 – "Rock & Roll Santa Claus" / "Me-Spelled-M-E-Me"
- 1961 – "We Ain't Got Integration" / "Lonely One"